# Leptosiaphos rhodurus
Leptosiaphos rhodurus är en ödleart som beskrevs av  Laurent 1952. Leptosiaphos rhodurus ingår i släktet Leptosiaphos och familjen skinkar. IUCN kategoriserar arten globalt som otillräckligt studerad. Inga underarter finns listade i Catalogue of Life.